# Війна через відро (1325)
«Війна через дубове відро» (італ. La battaglia della secchia rapita — дослівно «битва через викрадене відро») — один зі збройних конфліктів у ході тривалого протистояння між гвельфами та гібелінами. Цей епізод став причиною загибелі понад 2000 осіб і знайшов свою популярність як ілюстрація людської войовничості, марнославства та дурості. Протистояння відбулося в 1325 році в північній Італії між суперницькими містами-державами Болонья і Модена.

## Хід подій
Приводом однієї з найбільших битв Середньовіччя біля італійського замку Цапполіно стала крадіжка дерев'яного дубового відра. Середньовічна Італія була поділена на безліч міст-держав, що боролися між собою за військову, політичну та економічну перевагу. Жителі цих міст дотримувались різних політичних поглядів. Прихильники імператора Фрідріха Барбаросси були гібелінами, а ті, хто дотримувався іншого погляду і вважав, що на посаді гаранта безпеки повинен бути глава християнської церкви папа Іоанн XXII — гвельфами. До 1330-х років причина ворожнечі поступово забулася, зважаючи на поступове зменшення влади Священної Римської Імперії на територіях північної Італії, але традиційне протистояння та поділ на два табори збереглися на довгі роки.
Італія в той час становила собою велику кількість ворожих один до одного міст, різноманітних політичних груп та різноманітних загонів кондотьєрів.
Політичні сварки постійно посилювалися територіальними претензіями, що виникали між близько розташованими містами. Саме такими й були міста Болонья та Модена. Розділяє два міста 40 км. Причиною кровавої ворожнечі стала розбіжність в політичних переконаннях: більшість громадян Болоньї підтримувала гвельфів(владу Папи Римського), громадяни Модени навпаки, в більшості були гібелінами, тобто підтримували владу імператора Священної Римської Імперії. Така політична боротьба постійно збільшувала напругу між двома містами протягом довгого часу. Нерідко виникали невеликі збройні конфлікти на кордонах, зазвичай через вигадані та відсутні приводи.
На початок 1325 року ворожнеча між двома містами значно зросла. Болонья, використовуючи ситуацію, розширила свої території, захоплюючи землі Модени, Модена прагнула повернути їх, тому набіги та перехід суміжних земель з рук в руки тривали доти, доки війська Модени не захопили замок Монтевельйо, який був важливим бастіоном для оборони Болоньї. Замок Запполіно та його територія стали останнім важливим оплотом в обороні історичної столиці сучасної області Емілія-Романья — Болоньї.

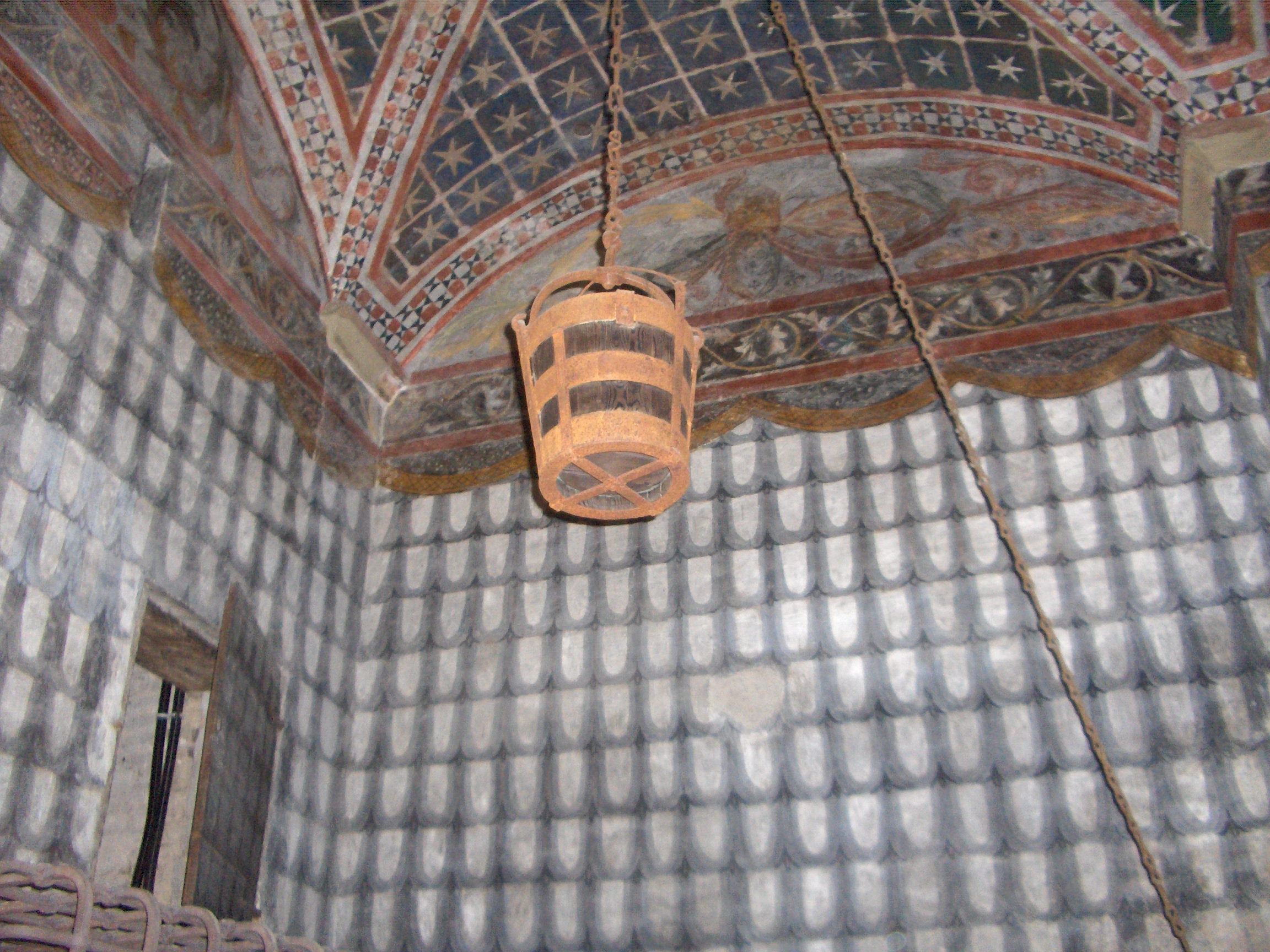
Причина битви — дубове відро (копія)

У липні найманці з Болоньї здійснили набіг на ферми та господарства поблизу Модени, спалили поля перед відступом, потім продовжували вилазки та грабунки протягом 2 тижнів. У вересні війська Модени захопили болонський форт, розташований всього за 19 км на захід від Болоньї.
Відносини між містами дуже сильно погіршилися, для повномасштабної війни між містами залишалося лише знайти привід. Одного разу, користуючись загальною плутаниною, що виникла, невеликий військовий загін з Модени проник до Болоньї. У центрі міста розташовувався колодязь, у якому стояло відро. Солдати вкрали відро, повернулися до свого міста і почали вихвалятися здобутим трофеєм. Розлючені громадяни Болоньї забажали повернення відра, хоча саме відро не становило ніякої ані речевої, ані історичної цінності. Модена відмовилася, і Болонья, отримавши привід, розпочала війну.

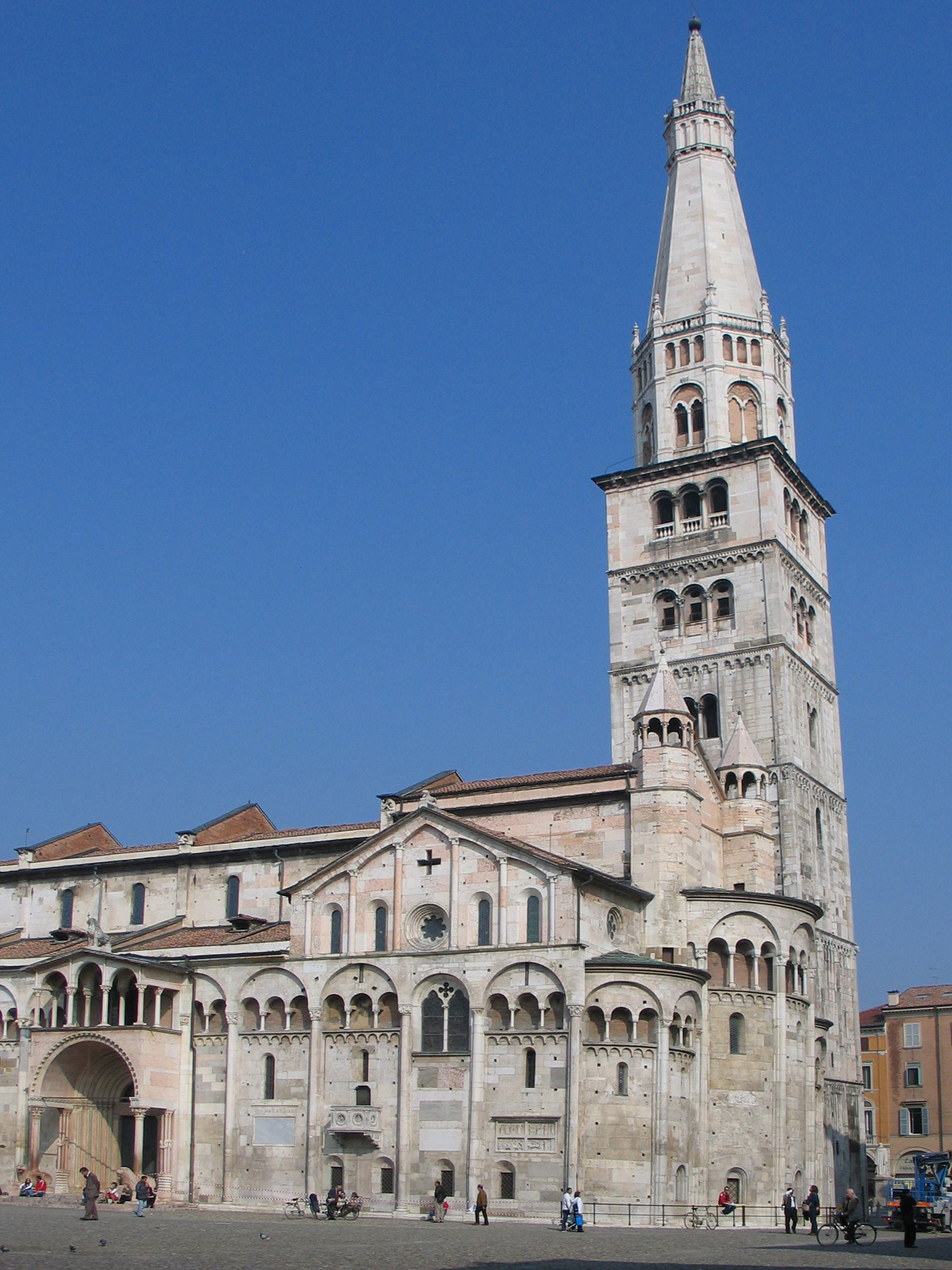
Моденський собор

Війна через дубове відро розпочалась вранці 15 листопада 1325 року. Саме цього дня відбулася вирішальна і єдина битва цієї війни. Як розповідає болонський хроніст Маттео Гріфоні, ополчення та натовп Болоньї на чолі зі своїм командиром, за допомогою союзників із Флоренції та Романьї, обложили фортецю Монтегельо. Швидко прибули протиборчі сили на чолі з Кангранде делла Скала, лідером фракції гібелінів, Аццоне Вісконті з Мілана, з багатьма своїми професійними німецькими кондотьєрами, і Рінальдо, маршалом Феррари, керуючий силами Модени, Мантуї та Феррари. Незабаром Кангранде вирушив до Верони, але болонці взяли своїм капітаном кондотьєра з роду Малатестів, лордів Ріміні.
Битва відбулася біля заходу сонця. Болоньці мали 30 000 піших солдатів, які не мали військового вишколу й гарного озброєння, і 2000 кавалеристів проти 2000 кавалеристів на стороні Модени, яких підтримували 5000 піхотинців. Гібеліни розташовувалися на рівнині, а гвельфи — на схилі перед замком.
Бій продовжувався до ночі. В результаті болонські війська були розбиті. Моденці просунулися до самих стін Болоньї і зруйнували замки, що розташовувалися біля міста, і були зайняті болонцями. Моденці вирішили не починати облогу Болоньї. Захопивши в полон близько 20 болонських вельмож, вони з тріумфом повернулися до свого міста
Після закінчення війни обидві сторони погодилися на мир, і Модена на знак доброї волі повернула кілька об'єктів нерухомості, які вона раніше захопила на територіях Болоньї. Але відро так і не було повернуто, з тих часів воно виставлене на загальний огляд як реліквія в кафедральному соборі в Модені. Експонат позначений табличкою, в якій говориться, що це відро знаходилося в місті до битви й з того часу зберігається як трофей. Проте відро, яке експонується зараз є лише копією відра, яке стало приводом для війни.